# Vit utrustning m/1954
Vit utrustning m/1954 är en samlingsbenämning på ett antal vita persedlar som togs fram för vakttjänst och användes inom försvarsmakten.

## Persedlar
Fäljande persedlar ingår:
- vit hjälm i plast.
- vitt bälte av plast med mattförgyllt späne.
- vita handskar/vantar
- vita damasker av plast.

## Användning
Dessa persedlar användes av hela armén till Uniform m/1952 och senare även till Uniform m/1960 vid vakttjänst.